# Life in a Beautiful Light
Life in a Beautiful Light è il terzo album della cantautrice britannica Amy Macdonald, pubblicato l'11 giugno 2012 dall'etichetta discografica Mercury.
Anticipato dal singolo Slow It Down, che è stato trasmesso dalle stazioni radiofoniche e televisive dal 20 aprile 2012, il disco ha venduto circa un milione di copie mondialmente.

## Tracce
Testi e musiche di Amy Macdonald.
1. 4th of July – 3:48
2. Pride – 3:22
3. Slow It Down – 3:52
4. The Furthest Star – 3:29
5. The Game – 4:24
6. Across the Nile – 3:19
7. The Days Of Being Young And Free – 4:09
8. Left That Body Long Ago – 4:49
9. Life In A Beautiful Light – 4:35
10. Human Spirit – 2:06
11. The Green And The Blue – 3:53
12. In The End – 3:52

## Classifiche
| Classifica (2012)   | Posizione massima |
| ------------------- | ----------------- |
| Austria             | 1                 |
| Belgio (Fiandre)    | 4                 |
| Belgio (Vallonia)   | 6                 |
| Croazia             | 4                 |
| Danimarca           | 9                 |
| Francia             | 42                |
| Germania            | 1                 |
| Irlanda             | 5                 |
| Norvegia            | 15                |
| Polonia             | 11                |
| Paesi Bassi         | 5                 |
| Scozia              | 1                 |
| Spagna              | 36                |
| Svezia              | 34                |
| Svizzera            | 2                 |
| Svizzera (Romandie) | 1                 |
| Regno Unito         | 2                 |

### Classifiche di fine anno
| Classifica (2012) | Posizione massima |
| ----------------- | ----------------- |
| Belgio (Fiandre)  | 78                |
| Belgio (Vallonia) | 71                |
| Svizzera          | 8                 |